# Relaciones Cuba-Santa Sede
Las relaciones Cuba-Santa Sede se refiere a las relaciones bilaterales entre Cuba y la Santa Sede.
En 1996 hubo una mejora de las relaciones entre la Santa Sede y el gobierno de Cuba. El 19 de noviembre de 1996 Fidel Castro fue recibido por el papa Juan Pablo II en la Ciudad del Vaticano. En enero de 1998, el Papa realizó una viaje apostólico a Cuba y fue recibido por Castro. En las misas del Papa en la Plazas Santa Clara, Camagüey, Santiago de Cuba y de La Habana, cerca de un millón de personas estuvieron presente.
Tres papas han visitado Cuba:
- Juan Pablo II[2]
- Benedicto XVI[3]
- Francisco[4]